# Lake (Mississippi)
Lake è una città (town) degli Stati Uniti d'America, situata nella contea di Scott e in parte in quella di Newton, nello Stato del Mississippi.